# Musikåret 1902

## Händelser
- 8 mars – Första versionen av Jean Sibelius Symfoni nr 2 uruppförs i Helsingfors av Helsingfors stadsorkester under ledning av tonsättaren.
- 20 mars – Italienske operasångaren Enrico Caruso spelar in sin första skiva.[1] Han väljer grammofonskivan före fonografrullen vilket räknas som en viktig del i konkurrensen mellan de två.[2]
- 1 december – Carl Nielsens Symfoni nr 2 uruppförs under ledning av tonsättaren.

## Födda
- 23 februari – Allan Gray, polsk-brittisk kompositör.
- 25 mars – Sten Broman, svensk tonsättare, dirigent, musikpedagog, även känd som musikkritiker och TV-programledare.
- 29 mars – William Walton, brittisk tonsättare
- 7 maj – Jolly Kramer-Johansen, norsk kompositör, textörfattare, sångare och musiker (piano, saxofon och cello).
- 28 juni – Richard Rodgers, amerikansk kompositör av evergreens.
- 12 augusti – Gösta Bergström, svensk operasångare (baryton).
- 22 september – Folke Bramme, svensk musiker (cello).
- 26 september – Dagmar Gille, svensk operettsångare.
- 25 oktober – Eddie Lang, amerikansk jazzgitarrist.
- 4 november – Sten Hedlund, svensk skådespelare och sångare.
- 23 december – Folke 'Göken' Andersson, svensk kompositör, orkesterledare och jazzmusiker (violin).

## Avlidna
- 11 januari – James James, 69, walesisk kompositör.
- 1 februari – Salomon Jadassohn, 70, tysk musikteoretiker och tonsättare.
- 17 juni – Karl Piutti, 56, tysk kompositör, musikpedagog, kyrkomusiker, orgelvirtuos och musikkritiker.
- 15 oktober – Georg Aloys Schmitt, 75, tysk musiker.

### Fotnoter
1. ↑  100 år med Aftonbladet – Grammofonen – årets julklapp 1908, 1999
2. ↑  ”78:or & film”. Arkiverad från originalet den 23 oktober 2021. https://web.archive.org/web/20211023014112/http://musiknostalgi.atspace.cc/historia.htm. Läst 3 juni 2011.